# Кисіль Данило Юхимович
Дани́ло Юхи́мович Кисі́ль (нар. 30 грудня 1880—пом. 15 листопада 1977) — педагог, краєнавець, дослідник історії Седнева. За своє життя зібрав одну з найбільших колекцій седнівських старожитностей.

## Життєпис

### Дитинство та юність
Народився у Седневі в родині священослужителя. Його батько Юхим Іванович Кисіль (1842—1887) був пономарем седнівського храму Різдва Богородиці. Седнівська церква Різдва Богородиці була побудована 1690 року коштом полковника Якова Лизогуба та «по резолюции… Консистории 1880 г. 17 марта перейменована из Рождества-Богородичной в Воскресенскую церковь»(рос.).
Мати, Єфросинія Іванівна, походила з седнівського роду Мацко, відомого своєю благочинністю. В родині Юхима Івановича та Єфросинії Іванівни Кисіль виховувалося п'ятеро дітей — Федір, Іван, Данило, Микола та Уляна.

### Навчання та вчителювання
У 1894 році вступив до Чернігівської духовної семінарії, де навчався в одному класі з майбутнім революціонером Миколою Іллічем Подвойським. Закінчивши семінарію в 1902 році, він працював учителем земської школи у селі Івашківка, а згодом — викладачем математики у земській школі містечка Седнева.
Брав активну участь у культурному житті Седнева, зокрема був учасником молодіжного драматичного гуртка та самодіяльного народного хору. Зібрані від концертів і вистав кошти передавалися на спорудження Народного дому в Седневі, а також на встановлення у парку садиби Лизогубів пам'ятника Т. Г. Шевченкові — одному з перших пам'ятників Кобзареві в Україні.
Д. Ю. Кисіль згодом згадував:

| «У мене й досі зберігається знімок, на якому добре видно перший пам’ятник Т. Г. Шевченку. Він був встановлений 1904 р. в Седневі. Навколо пам’ятника – група учасників драматичного гуртка. Саме тоді наш гурток поставив п’єсу Т. Г. Шевченка «Назар Стодоля». А за тих часів, коли переслідувались не тільки революційні ідеї, а й українська мова була під забороною, це явище мало неабияке значення. (…) Шанували поета й господарі садиби, в якій він так часто зупинявся, Лизогуби. (…) Ф. А. Лизогуб все робив для того, щоб гідно відзначити 90-річчя з дня народження Т. Г. Шевченка, та збирав кошти на пам’ятник». |
20 листопада 1904 року у Седневі було відкрито двокласне початкове училище Міністерства освіти. Попечителем навчального закладу став Ф. А. Лизогуб. З 1913 по 1917 роки завідувачем училища працював Д. Ю. Кисіль.
На початку березня 1917 року у Седнів надійшла звістка про повалення самодержавства в Росії. У листопаді того ж року замість земської школи та міністерського початкового училища було відкрито трудову школу І ступеня. Головою шкільної педагогічної ради було призначено Д. Ю. Киселя.
Д. Ю. Кисіль також завідував Музеєм волосного відділу народної освіти (1919), працював бухгалтером Седнівського споживчого товариства (1922; 1932–1934), навчав неписьменних у лікнепі (1923–1924), був завідувачем Седнівської райбібліотеки (1924–1929), викладав на курсах по підготовці колгоспних кадрів (1934–1935).

### Краєзнавець
Водночас Д. Ю. Кисіль був допитливим дослідником історії рідного краю, невтомним збирачем місцевих старожитностей. Він зібрав і зберіг чимало відомостей про життя седнівської інтелігенції наприкінці ХІХ — на початку ХХ століття Д. Ю. Кисіль був близький до родини Лизогубів, мав приязні стосунки з Є. І. Шраг — другою дружиною І. Л. Шрага, яка так само була активною учасницею Седнівського самодіяльного театрального гуртка. Відтак, у розпорядженні Д. Ю. Киселя опинилися унікальні фотодокументи, що дозволяють скласти уявлення про повсякденне життя мешканців Седнева.
Опікуючись занедбаними пам'ятниками архітектури Седнева, Д. Ю. Кисіль у 60-х роках ХХ століття неодноразово звертався до фахівців з науково-обґрунтованими пропозиціями щодо їх відновлення та реставрації. Вже на той час дерев'яний храм Св. Георгія, набувши статусу пам'ятки архітектури державного значення, вимагав термінових рятувально-реставраційних робіт. Завдяки численним зверненням громадськості, в тому числі й Д. Ю. Киселя, на початку 70-х років було вжито протиаварійних, а потім і реставраційних заходів для порятунку цієї святині.
Чимало зусиль доклав Д. Ю. Кисіль і для порятунку ще однієї визначної історичної пам'ятки — будинку родини Лизогубів у Чернігові. З цього приводу він звертався до редакцій газет Чернігова та Києва, вів переписку з М. П. Бажаном.
У 1972 році Д. Ю. Кисіль опублікував у співавторстві з Л. П. Редаковою нарис з історії Седнева в чернігівському томі «Історії міст та сіл УРСР».
Закоханий в історію рідного краю, він часто виступав в ролі екскурсовода. І хоча туристів завжди супроводжували досвідчені спеціалісти, без «діда Киселя», як казали, «не той смак».
Д. Ю. Кисіль також влаштував у своєму будинку своєрідний музей, куди охоче запрошував екскурсантів. Тут же знаходився зошит, в якому записували свої враження після проведеної екскурсії численні гості: співробітники наукової бібліотеки Московського університету, студенти Московського архітектурного інституту, слухачі народного університету «Пам'ятники України» з Чернігова, художники зі Львова, башкирський письменник Ісхан Ахтям — учасник визволення Чернігівщини у вересні 1943 р. Їхні думки найяскравіше висловили «великі друзі діда Киселя» — художники України: «Вельмишановний Даниле Юхимовичу! Художники України з різних міст її неосяжної території вдячні Вам, невтомному збирачу і вартовому седнівської давнини сивої. Митці України вдячні Вам щиро і зичать здоров'я та вдачі козацької».
Невтомний дослідник і збирач старожитностей пішов із життя 15 листопада 1977 року, залишивши по собі добру пам'ять.